# Sekirišće
 Sekirišće falu Horvátországban Krapina-Zagorje megyében. Közigazgatásilag Sveti Križ Začretjéhez tartozik.

## Fekvése
Zágrábtól 31 km-re északra, községközpontjától 3 km-re keletre a Horvát Zagorje területén az A2-es autópálya közelében fekszik.

## Története
A településnek 1857-ben 287, 1910-ben 478 lakosa volt. Trianonig Varasd vármegye Krapinai járásához tartozott. A településnek 2001-ben 439 lakosa volt.

## Külső hivatkozások
- Sveti Križ Začretje község hivatalos oldala